# Iwierzyce (gmina)
Iwierzyce (do 1948 gmina Olchowa) – gmina wiejska w województwie podkarpackim, w powiecie ropczycko-sędziszowskim. W latach 1975–1998 gmina położona była w województwie rzeszowskim.
Siedziba gminy to Iwierzyce.
Według danych z 30 czerwca 2004 gminę zamieszkiwało 7331 osób. Natomiast według danych z 31 grudnia 2019 roku gminę zamieszkiwało 7735 osób.
W referendum ogólnokrajowym w sprawie przystąpienia Polski do Unii Europejskiej w 2003 r. 56% głosujących w gminie wypowiedziało się przeciwko przystąpieniu.

## Struktura powierzchni
Według danych z roku 2002 gmina Iwierzyce ma obszar 65,58 km², w tym:
- użytki rolne: 77%
- użytki leśne: 13%

Gmina stanowi 11,95% powierzchni powiatu.

## Demografia

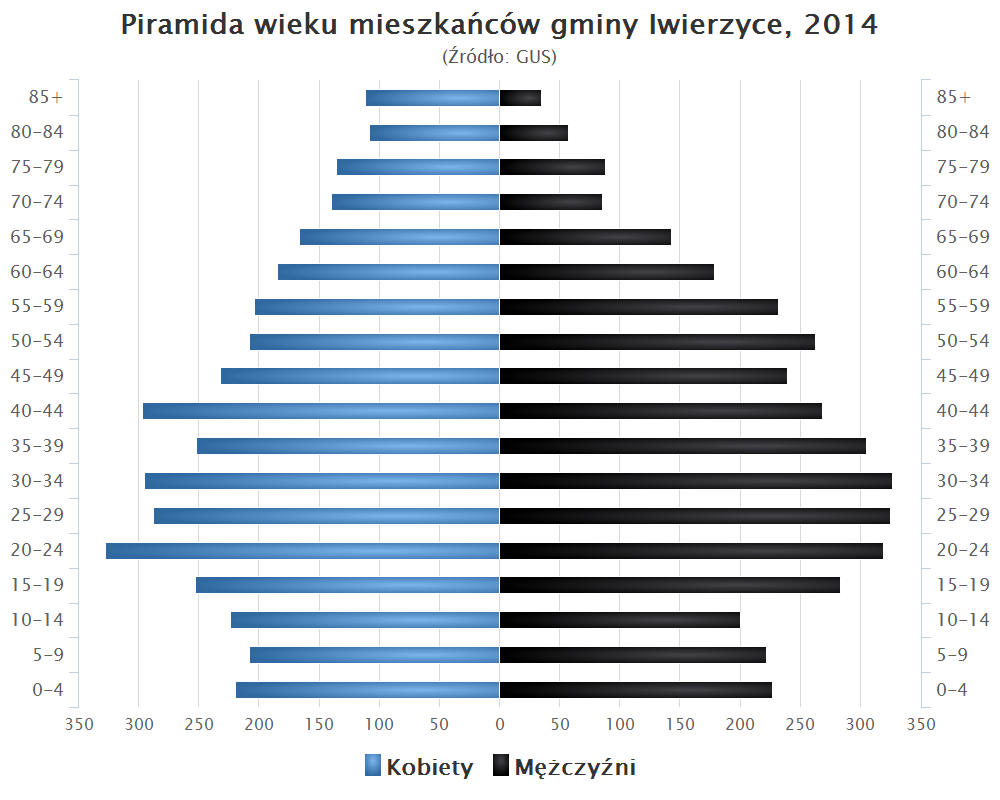
Piramida wieku mieszkańców gminy Iwierzyce w 2014 roku

Dane z 30 czerwca 2004:
| Opis                              | Ogółem | Ogółem | Kobiety | Kobiety | Mężczyźni | Mężczyźni |
| --------------------------------- | ------ | ------ | ------- | ------- | --------- | --------- |
| jednostka                         | osób   | %      | osób    | %       | osób      | %         |
| populacja                         | 7 331  | 100    | 3696    | 50,4    | 3635      | 49,6      |
| gęstość zaludnienia (mieszk./km²) | 111,8  | 111,8  | 56,4    | 56,4    | 55,4      | 55,4      |

## Sołectwa
Będzienica, Bystrzyca, Iwierzyce, Nockowa, Olchowa, Olimpów, Sielec, Wiercany, Wiśniowa.

## Sąsiednie gminy
Boguchwała, Czudec, Sędziszów Małopolski, Świlcza, Wielopole Skrzyńskie